# Liparis miniata
Liparis miniata är en orkidéart som beskrevs av Rudolf Schlechter. Liparis miniata ingår i släktet gulyxnen, och familjen orkidéer. Inga underarter finns listade i Catalogue of Life.